# Сантана ду Насименту, Жиоване
Жиова́не Санта́на ду Насиме́нту (порт.-браз. Giovane Santana do Nascimento; род. 24 ноября 2003, Санта-Барбара-д’Уэсти, Сан-Паулу), более известный, как Жиоване (порт. Giovane) — бразильский футболист, нападающий клуба «Коринтианс».

## Клубная карьера
Жиоване — воспитанник клубов «Ред Булл Бразил», «Коринтианс» и «Капивариано». 30 апреля 2021 года в матче Лиги Паулиста против «Линенсе» он дебютировал за основной состав последних. 10 мая в поединке против «Пенаполенсе» игрок забил свой первый гол за «Капивариано». Летом того же года Жиоване на правах аренды перешёл в дубль «Коринтианс». По окончании аренды клуб выкупил трансфер игрока. 10 апреля 2022 года в матче против «Ботафого» он дебютировал в бразильской Серии A.

## Международная карьера
В 2023 году в составе молодёжной сборной Бразилии Жиоване стал победителем молодёжного чемпионата Южной Америки в Колумбии. На турнире он сыграл в матчах против сборных Перу, Аргентины, Эквадора, Венесуэлы, Уругвая, а также дважды против Колумбии и Парагвая. В поединке против парагвайцев Жиоване забил гол.

## Достижения

### Командные
Сборная Бразилии (до 20 лет)
- Чемпион Южной Америки среди молодёжных команд: 2023